# Pływanie na Letnich Igrzyskach Olimpijskich Młodzieży 2010 – 200 metrów stylem zmiennym chłopców
Zawody chłopców na dystansie 200 metrów stylem zmiennym w pływaniu na Letnich Igrzyskach Olimpijskich Młodzieży 2010 odbyły się 15 sierpnia w Singapore Sports School w Singapurze.

## Eliminacje

### Wyścig 1
| LP | Tor | Zawodnik             | Kraj      | Czas    | Uwagi |
| -- | --- | -------------------- | --------- | ------- | ----- |
| 1  | 3   | Juan Sequera         | Wenezuela | 2:06.64 |       |
| 2  | 5   | Giorgi Mtvralashvili | Gruzja    | 2:12.70 |       |
| 3  | 4   | Seiji Groome         | Kajmany   | 2:16.84 |       |

### Wyścig 2
| LP | Tor | Zawodnik                       | Kraj       | Czas    | Uwagi |
| -- | --- | ------------------------------ | ---------- | ------- | ----- |
| 1  | 4   | Alexey Atsapkin                | Rosja      | 2:03.69 | Q     |
| 2  | 6   | Ganesh Pedurand                | Francja    | 2:04.07 | Q     |
| 3  | 3   | Jakub Maly                     | Austria    | 2:04.76 |       |
| 4  | 5   | Zsombor Szana                  | Węgry      | 2:05.78 |       |
| 5  | 1   | Dmitriy Shvetsov               | Uzbekistan | 2:06.94 |       |
| 6  | 2   | Alexis Manacas da Silva Santos | Portugalia | 2:08.38 |       |
| 7  | 7   | Aleks Kostomaj                 | Słowenia   | 2:10.35 |       |

### Wyścig 3
| LP | Tor | Zawodnik             | Kraj      | Czas    | Uwagi |
| -- | --- | -------------------- | --------- | ------- | ----- |
| 1  | 4   | Kenneth To           | Australia | 2:02.42 | Q     |
| 2  | 6   | Takahiro Tsutsumi    | Japonia   | 2:03.73 | Q     |
| 3  | 3   | Eduardo Solaeche     | Hiszpania | 2:04.06 | Q     |
| 4  | 5   | Nuttapong Ketin      | Tajlandia | 2:05.62 |       |
| 5  | 2   | Tatsunari Shoda      | Japonia   | 2:08.29 |       |
| 6  | 1   | Mans Hjelm           | Szwecja   | 2:09.81 |       |
| 7  | 8   | Ahmadreza Jalali     | Iran      | 2:12.43 |       |
| -  | 7   | Panagiotis Samilidis | Grecja    | -       | DNS   |

### Wyścig 4
| LP | Tor | Zawodnik            | Kraj              | Czas    | Uwagi |
| -- | --- | ------------------- | ----------------- | ------- | ----- |
| 1  | 3   | Chad le Clos        | Południowa Afryka | 2:03.12 | Q     |
| 2  | 2   | Dylan Bosch         | Południowa Afryka | 2:03.20 | Q     |
| 3  | 6   | Yakov Toumarkin     | Izrael            | 2:04.13 | Q     |
| 4  | 4   | Raphael Stacchiotti | Luksemburg        | 2:04.17 |       |
| 5  | 5   | Simone Geni         | Włochy            | 2:04.68 |       |
| 6  | 8   | Austin Ringquist    | Stany Zjednoczone | 2:06.51 |       |
| 7  | 7   | Sheng Jun Pang      | Singapur          | 2:06.65 |       |
| 8  | 1   | Bastien Soret       | Belgia            | 2:08.80 |       |

## Finał
| LP | Tor | Zawodnik          | Kraj              | Czas    | Uwagi |
| -- | --- | ----------------- | ----------------- | ------- | ----- |
| 1  | 5   | Chad le Clos      | Południowa Afryka | 2:00.68 |       |
| 2  | 4   | Kenneth To        | Australia         | 2:02.51 |       |
| 3  | 3   | Dylan Bosch       | Południowa Afryka | 2:02.59 |       |
| 4  | 8   | Yakov Toumarkin   | Izrael            | 2:03.44 |       |
| 5  | 6   | Alexey Atsapkin   | Rosja             | 2:03.66 |       |
| 6  | 7   | Eduardo Solaeche  | Hiszpania         | 2:04.09 |       |
| 7  | 1   | Ganesh Pedurand   | Francja           | 2:04.21 |       |
| 8  | 2   | Takahiro Tsutsumi | Japonia           | 2:03.73 |       |